# 狮头鲉
狮头鲉（学名：Erosa erosa），又名獅頭毒鮋、達摩毒鮋、虎魚、石虎，为毒鲉科狮头鲉属的鱼类，分布于澳洲的昆士兰到印度尼西亚、新加坡、韩国及日本东京湾以南的各海内以及中国南海、台湾海峡等海域，属于热带底层海鱼。其常生活于珊瑚海藻等内。该物种的模式产地在日本。

## 特徵
本魚體型粗壯且高，體部光滑無鱗，皮下隱有皮膚腺呈瘤狀。頭部粗大圓形，多凹凸，棘稜低而鈍，頭頂有一明顯的四方形凹窩，眼之周緣有皮突，吻圓鈍，前鰓蓋骨有5枚明顯的鈍棘，胸鰭寬圓低，無游離鰭條。背鰭與臀鰭的最後一鰭條鰭膜與尾柄不相連。體為黃褐色，體側及各鰭均具有寬闊大橫紋及黃斑。體長可達20公分。

## 生態
本魚棲息於近海的暖水性底棲魚類，棲息為泥砂底質的海域，常呈半埋伏狀，隱於珊瑚礁或海藻中，會擬態成礁石或海藻，體色亦隨棲息之環境，而改變，肉食性，以小型魚類、蝦、蟹為主食，鰭棘含毒腺，為魚毒中最劇烈者，可使人致死。

## 經濟利用
非食用魚，無任何經濟利用。